# かじか汁
かじか汁（かじかじる）とは、北海道で漁獲されるカジカを使った鍋料理である。郷土料理・漁師料理の一つに分類される。
材料はカジカ、馬鈴薯、大根、にんじん、味噌、ねぎ。鍋にこんぶのだしを取り、カジカの身と肝を前述の馬鈴薯、大根、にんじんとともに味噌味で煮る。仕上げにねぎを入れる。

## 材料

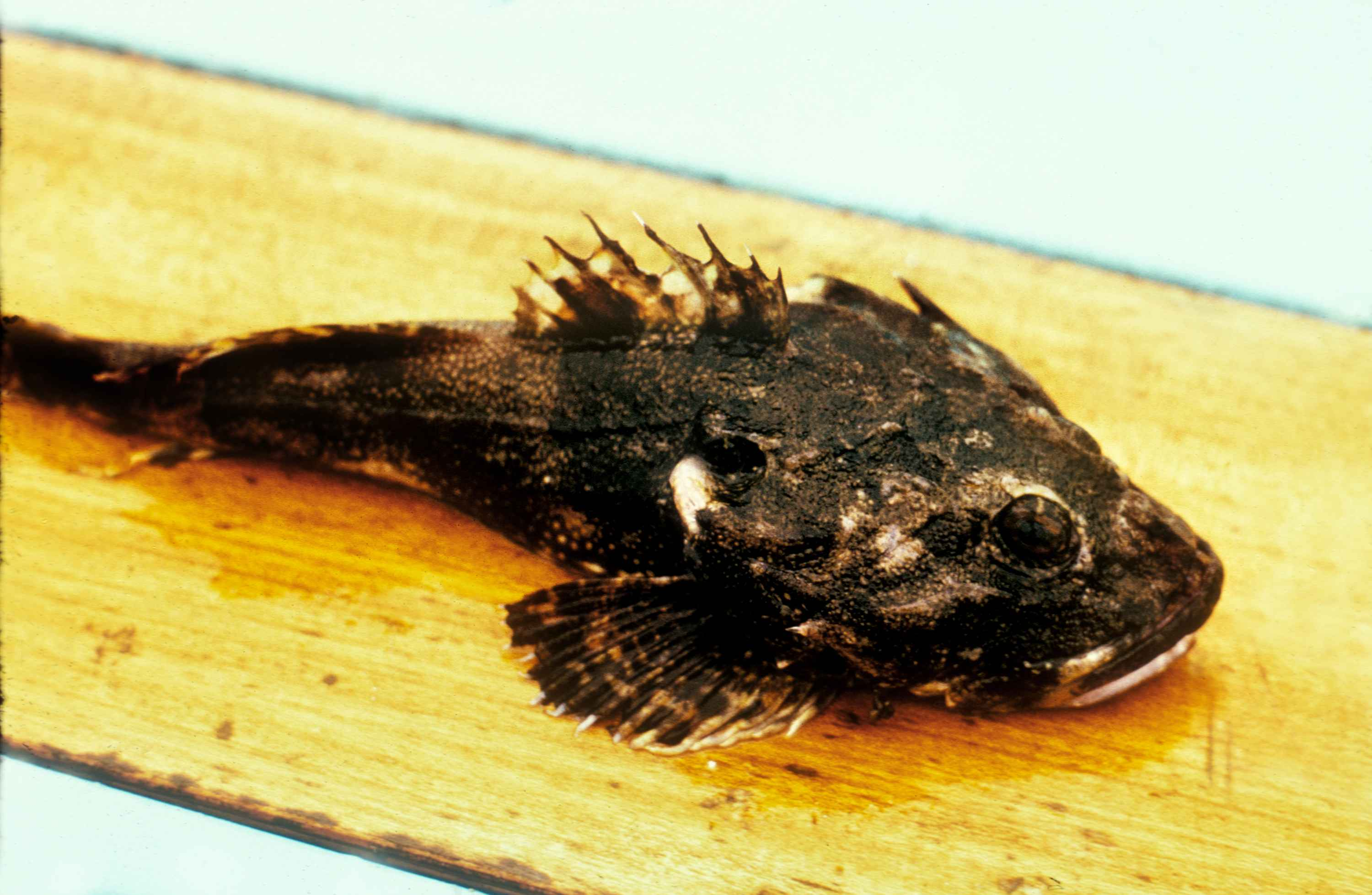
トゲカジカ

冬の時期に産卵の為、沿岸まで寄ってくるマカジカ（トゲカジカ）を用いる。マカジカは、約40cmくらいの海水魚であり、大型の物は50cmをも超える。釧路で水揚げされるカジカは年間約30トンで、釧路ししゃもの年間約250トンと比べ、その量は極めて少なく貴重な魚である。